# Eugenie Laiu
Eugenie (născut Ioan Laiu; n. 1894, Bârgăuani — d. 1967) a fost un cleric ortodox român, care a avut rangul de episcop-vicar al Mitropoliei Bucovinei, cu titlul de „Suceveanul” (1939–1940).
Arhiereul Eugeniu Laiu Suceveanul s-a născut in 2 iulie 1894, în localitatea Bârgăoanii Neamțului, într-o familie de oameni evlavioși. A intrat sub ascultare la Mănăstirea Neamț, la numai 10 ani, după care unchiul său, care era stareț la Mănăstirea Horaita, l-a îndrumat către această mănăstire. În 1911, starețul Mănăstirii Horaita l-a trimis la Galați să studieze la Seminarul Teologic, unde director era viitorul mitropolit al Bucovinei Visarion Puiu. A urmat apoi cursurile Facultății de Teologie din Cernăuți. După 1934 a fost chemat de mitropolitul Bucovinei Nectarie Cotlarciuc, devenind prefect de studii la Facultatea de Teologie din Cernăuți. A fost apoi preot slujitor la Catedrala patriarhală, după care preot slujitor la Biserica Ortodoxă Română din Paris. În 1939, Visarion Puiu, ajuns mitropolit, l-a hirotonit episcop vicar la Cernăuți, iar din încredințarea Sf. Sinod al Bisericii Ortodoxe Române a lucrat la București ca director al Tipografiei Cărților Bisericești, astăzi Editura Institutului Biblic și de Misiune al Bisericii Ortodoxe Române, fiind și stareț al Mănăstirii Antim. Până prin 1946 - 1947, Eugeniu Laiu a fost locțiitor de episcop la Buzău, Constanța și Craiova, iar din 1949 și până în 1951 a fost profesor de studii biblice la Seminarul Teologic de la Mănăstirea Neamț. Menționăm faptul că, pe când era prefect de studii la Cernăuți i-a fost îndrumător și duhovnic unui sfânt român, Sf. Ioan Iacob. A trecut la cele veșnice în data de 1 aprilie 1967, fiind înmormântat în cimitirul Mănăstirii Horaita.

## Distincții
- Ordinul Meritul Cultural, în gradul de Cavaler clasa I, pentru biserică (1 februarie 1943)[1]